# Jekaterina Nikolajewna Tudegeschewa
Jekaterina Nikolajewna Tudegeschewa (russisch Екатерина Николаевна Тудегешева, wiss. Transliteration Ekaterina Nikolaevna Tudegeševa; * 30. Oktober 1987 in Rostow am Don) ist eine ehemalige russische Snowboarderin.

## Werdegang
Tudegeschewa trat international erstmals bei den Snowboard-Weltmeisterschaften 2003 am Kreischberg in Erscheinung. Dort belegte sie den 37. Platz im Parallelslalom, den 35. Rang im Parallel-Riesenslalom und den 16. Platz im Snowboardcross. Ihre ersten Weltcups absolvierte sie im Januar 2003 in Berchtesgaden, welche sie auf den Plätzen 29 und 28 im Snowboardcross beendete. In der Saison 2004/05 kam sie mit dem sechsten Platz im Parallel-Riesenslalom in Maribor erstmals unter die ersten Zehn im Weltcup. Bei den Snowboard-Weltmeisterschaften 2005 in Whistler wurde sie Vierte im Parallelslalom.
Im folgenden Jahr errang Tudegeschewa bei ihrer ersten Olympiateilnahme den fünften Platz im Parallel-Riesenslalom und gewann bei den Snowboard-Juniorenweltmeisterschaften die Goldmedaille im Parallel-Riesenslalom. Nach Platz 23 und 11 zu Beginn der Saison 2006/07, erreichte sie im Parallel-Riesenslalom in St. Vigil ihre erste Podestplatzierung im Weltcup und holte beim folgenden Weltcup im Parallelslalom in Bad Gastein ihren ersten Weltcupsieg. Beim Saisonhöhepunkt den Snowboard-Weltmeisterschaften 2007 in Arosa gewann sie die Goldmedaille im Parallel-Riesenslalom. Zudem errang sie den fünften Platz im Parallelslalom. Es folgten im Weltcup drei Top-Ten-Resultate und zum Saisonende der 11. Platz im Gesamtweltcup und der siebte Rang im Parallelweltcup. Bei den Snowboard-Juniorenweltmeisterschaften 2007 in Bad Gastein holte sie Silber im Parallelslalom und Gold im Parallel-Riesenslalom.
In der folgenden Saison kam sie im Weltcup fünfmal unter die ersten Zehn, darunter zwei zweite Plätze und ein dritter Rang und erreichte damit den 19. Platz im Gesamtweltcup und den 11. Rang im Parallelweltcup. Ihr bestes Weltcupresultat in der Saison 2008/09 war der fünfte Platz im Parallel-Riesenslalom in Sudelfeld. Bei den Snowboard-Weltmeisterschaften 2009 in Gangwon belegte sie den fünften Platz im Parallel-Riesenslalom und holte im Parallelslalom die Bronzemedaille. In der Saison 2009/10 erreichte sie im Weltcup Top-Zehn-Resultate. Dabei siegte sie in Nendaz und in La Molina jeweils im Parallel-Riesenslalom und belegte zum Saisonende den achten Platz im Gesamtweltcup und den fünften Rang im Parallelweltcup. Bei den Olympischen Winterspielen 2010 in Vancouver wurde sie Zehnte im Parallel-Riesenslalom.
Zu Beginn der Saison 2010/11 holte Tudegeschewa im Parallelslalom in Landgraaf ihren vierten Weltcupsieg. Im weiteren Saisonverlauf siegte sie fünfmal im Weltcup und errang zudem einmal den zweiten und einmal den dritten Platz und gewann damit den Parallelweltcup. Beim Saisonhöhepunkt den Snowboard-Weltmeisterschaften 2011 in La Molina errang sie den sechsten Platz im Parallel-Riesenslalom und den fünften Platz im Parallelslalom. Nach Platz zwei im Parallelslalom in Landgraaf zu Beginn der folgenden Saison, kam sie in Jauerling auf den zweiten und in Sudelfeld auf den dritten Rang. Im Parallel-Riesenslalom in Stoneham holte sie ihren zehnten Weltcupsieg und belegte zum Saisonende den fünften Platz im Parallelweltcup. In der Saison 2012/13 kam sie bei acht Teilnahmen im Weltcup, siebenmal unter die ersten Zehn, darunter der dritte Platz in Moskau und der erste Platz in Rogla. Bei den Snowboard-Weltmeisterschaften 2013 in Stoneham gewann sie die Goldmedaille im Parallelslalom und belegte den 11. Rang im Parallel-Riesenslalom. Die Saison beendete sie auf dem fünften Platz im Parallelslalom-Weltcup und jeweils auf dem vierten Rang im Parallel-Riesenslalom-Weltcup und im Parallelweltcup. Zu Beginn der Saison 2013/14 wurde sie in Carezza Dritte im Parallel-Riesenslalom und Zweite im Parallelslalom. Es folgten drei Top-Ten-Platzierungen und zum Saisonende der sechste Platz im Parallel-Riesenslalom-Weltcup, der vierte Rang im Parallelweltcup und der dritte Platz im Parallelslalom-Weltcup. Beim Saisonhöhepunkt den Olympischen Winterspielen 2014 in Sotschi belegte sie den 16. Platz im Parallelslalom und den 15. Rang im Parallel-Riesenslalom.
In der folgenden Saison erreichte Tudegeschewa im Weltcup mit dem achten Platz im Parallelslalom in Bad Gastein ihre einzige Top-Zehn-Platzierung im Weltcup. Bei den Snowboard-Weltmeisterschaften 2015 am Kreischberg errang sie den neunten Platz im Parallel-Riesenslalom und den achten Platz im Parallelslalom.
Nach Platz drei im Parallel-Riesenslalom in Carezza zu Beginn der Saison 2015/16, holte sie im Parallelslalom in Bad Gastein ihren 12. Weltcupsieg und errang im Parallel-Riesenslalom in Rogla den dritten Platz. Zum Saisonende erreichte sie damit im Parallelweltcup, im Parallel-Riesenslalom-Weltcup und im Parallelslalom-Weltcup jeweils den zweiten Platz. In der Saison 2016/17 erreichte sie mit fünf Top-Zehn-Platzierungen den 13. Platz im Parallelslalom-Weltcup, den 11. Rang im Parallelweltcup und den neunten Platz im Parallel-Riesenslalom-Weltcup. Beim Saisonhöhepunkt den Snowboard-Weltmeisterschaften 2017 in Sierra Nevada holte sie die Bronzemedaille im Parallel-Riesenslalom und belegte im Parallelslalom den 11. Rang.
In der Saison 2017/18 kam Tudegeschewa bei 12 Weltcupstarts, zehnmal unter die ersten Zehn. Dabei wurde sie im Januar 2018 beim Parallelslalom in Bad Gastein hinter der Deutschen Ramona Theresia Hofmeister Zweite Beim Saisonhöhepunkt, den Olympischen Winterspielen 2018 in Pyeongchang, belegte sie den 14. Platz im Parallel-Riesenslalom. Zum Saisonende gewann sie den Parallelslalom-Weltcup und errang im Parallel-Riesenslalom-Weltcup den sechsten und im Parallel-Weltcup den fünften Platz.
Tudegeschewa wurde russische Meisterin im Snowboardcross (2003, 2004, 2006), im Parallelslalom (2007, 2012, 2016) und im Parallel-Riesenslalom (2005, 2007, 2012, 2016).

## Weltcupsiege
| Nr. | Datum             | Ort                  | Disziplin             |
| --- | ----------------- | -------------------- | --------------------- |
| 1.  | 20. Dezember 2006 | Bad Gastein          | Parallelslalom        |
| 2.  | 17. Januar 2010   | Nendaz               | Parallel-Riesenslalom |
| 3.  | 21. März 2010     | La Molina            | Parallel-Riesenslalom |
| 4.  | 10. Oktober 2010  | Landgraaf            | Parallelslalom        |
| 5.  | 10. Dezember 2010 | Limone Piemonte      | Parallel-Riesenslalom |
| 6.  | 9. Januar 2011    | Bad Gastein          | Parallelslalom        |
| 7.  | 20. Februar 2011  | Stoneham             | Parallel-Riesenslalom |
| 8.  | 5. März 2011      | Moskau               | Parallelslalom        |
| 9.  | 19. März 2011     | Chiesa in Valmalenco | Parallel-Riesenslalom |
| 10. | 22. Februar 2012  | Stoneham             | Parallel-Riesenslalom |
| 11. | 8. Februar 2013   | Rogla                | Parallel-Riesenslalom |
| 12. | 8. Januar 2016    | Bad Gastein          | Parallelslalom        |

## Teilnahmen an Weltmeisterschaften und Olympischen Winterspielen

### Olympische Spiele
- 2006 Turin: 5. Platz Parallel-Riesenslalom
- 2010 Vancouver: 10. Platz Parallel-Riesenslalom
- 2014 Sotschi: 15. Platz Parallel-Riesenslalom, 16. Platz Parallelslalom
- 2018 Pyeongchang: 14. Platz Parallel-Riesenslalom

### Weltmeisterschaften
- 2003 Kreischberg: 16. Platz Snowboardcross, 35. Platz Parallel-Riesenslalom, 37. Platz Parallelslalom
- 2005 Whistler: 4. Platz Parallelslalom
- 2007 Arosa: 1. Platz Parallel-Riesenslalom, 5. Platz Parallelslalom
- 2009 Gangwon: 3. Platz Parallelslalom, 5. Platz Parallel-Riesenslalom
- 2011 La Molina: 5. Platz Parallelslalom, 6. Platz Parallel-Riesenslalom
- 2013 Stoneham: 1. Platz Parallelslalom, 11. Platz Parallel-Riesenslalom
- 2015 Kreischberg: 8. Platz Parallelslalom, 9. Platz Parallel-Riesenslalom
- 2017 Sierra Nevada: 3. Platz Parallel-Riesenslalom, 11. Platz Parallelslalom

## Weltcup-Gesamtplatzierungen
| Saison  | Gesamt | Gesamt | Parallel | Parallel | Parallel-Riesenslalom | Parallel-Riesenslalom | Parallelslalom | Parallelslalom |
| Saison  | Punkte | Platz  | Punkte   | Platz    | Punkte                | Platz                 | Punkte         | Platz          |
| ------- | ------ | ------ | -------- | -------- | --------------------- | --------------------- | -------------- | -------------- |
| 2003/04 | 37     | 23.    | 106      | 59.      | –                     | –                     | –              | –              |
| 2004/05 | –      | –      | 1141     | 30.      | –                     | –                     | –              | –              |
| 2005/06 | 1391   | 59.    | 1391     | 25.      | –                     | –                     | –              | –              |
| 2006/07 | 3530   | 11.    | 3530     | 7.       | –                     | –                     | –              | –              |
| 2007/08 | 3372   | 19.    | 3372     | 10.      | –                     | –                     | –              | –              |
| 2008/09 | 1434   | 43.    | 1434     | 19.      | –                     | –                     | –              | –              |
| 2009/10 | 3500   | 8.     | 3500     | 5.       | –                     | –                     | –              | –              |
| 2010/11 | –      | –      | 7690     | 1.       | –                     | –                     | –              | –              |
| 2011/12 | –      | –      | 5070     | 5.       | –                     | –                     | –              | –              |
| 2012/13 | –      | –      | 3000     | 4.       | 2210                  | 4.                    | 1290           | 5.             |
| 2013/14 | –      | –      | 2540     | 4.       | 1160                  | 6.                    | 1380           | 3.             |
| 2014/15 | –      | –      | 1140     | 21.      | 560                   | 19.                   | 610            | 21.            |
| 2015/16 | –      | –      | 3720     | 2.       | 1700                  | 2.                    | 2020           | 2.             |
| 2016/17 | –      | –      | 2520     | 11.      | 1830                  | 9.                    | 690            | 13.            |
| 2017/18 | –      | –      | 4810     | 5.       | 3110                  | 6.                    | 1700           | 1.             |